# Consensus helvétique

Le Consensus helvétique (latin : Formula consensus ecclesiarum Helveticarum) est une profession de foi réformée établie en 1675 pour prémunir les églises réformées suisses contre l'influence des doctrines théologiques libérales enseignées à l'Académie de Saumur. Il ne demeura en place qu'environ 50 ans avant d'être progressivement abandonné.

## Origine

### Contexte
La définition de la doctrine de l'élection et de la damnation par le synode de Dordrecht (1618-1619) provoquèrent une réaction en France, peut-être parce que les protestants français vivaient entourés de catholiques. Moïse Amyraut, professeur de théologie protestante à l'Académie de Saumur, professait que l'expiation de Jésus était hypothétiquement universelle plutôt que limitée. Parmi ses collègues, Louis Cappel ne considérait pas l'inspiration du texte de l'Ancien Testament hébreu comme littérale, et Josué de La Place rejetait comme arbitraire et injuste l'imputation immédiate du péché d'Adam.
Le célèbre et florissante école de Saumur, qui recevait des étudiants de toute l'Europe, en vint à être considérée avec une méfiance croissante par certains réformés, qui la considéraient comme le siège de l'hétérodoxie. De nombreuses attaques contre ces doctrines libérales provinrent de Genève, siège historique du calvinisme. Dès 1635, le Genevois Friedrich Spanheim critiquait Amyraut, que le clergé protestant parisien tentait de défendre. Cependant, au fil du temps, l'amyraldisme gagnait du terrain, même à Genève. En 1649, Alexandre Morus, le successeur de Spanheim, soupçonné de sympathies libérales, fut contraint par les magistrats de Genève de souscrire à une série d'articles sous forme de thèses et d'antithèses, la première version de la « formule de consensus helvétique ». Ses successeurs furent le pasteur et professeur genevois Philippe Mestrezat, puis Louis Tronchin, tous deux plutôt favorables aux thèses libérales françaises, tandis que le pasteur François Turretin défendait le système théologique calviniste traditionnel. Philippe Mestrezat avait convaincu le Conseil de Genève d'adopter un point de vue modéré point dans l'article concernant l'élection, mais les autres cantons suisses s'opposèrent à cette nouvelle tendance et menacèrent de cesser d'envoyer leurs élèves dans les écoles de Genève.
Le Conseil de Genève exigea alors de tous les candidats au pastorat une adhésion aux articles établis pour Morus. Mais les éléments conservateurs ne s'en satisfirent pas, et ils eurent l'idée, pour arrêter la propagation des idées nouvelles, d'imposer à tous les enseignants et prédicateurs l'adhésion à une profession de foi obligatoire. 

### Écriture et adoption du consensus
Pour défendre l'orthodoxie protestante, les professeurs orthodoxes des différentes universités suisses se liguèrent dès 1671 : François Turrettini, de Genève, Lukas Gernler, de Bâle, Johann Heinrich Hummel (de) de Berne, Johannes Ott de Schaffhouse et Kaspar Waser de Zurich. La mission d'écrire une nouvelle confession de foi fut confiée en juillet 1674 par ce groupe à l’Église réformée de Zurich, plus particulièrement à Johann Heinrich Heidegger. S'appuyant sur un premier travail de Turretini, Heidegger rendit sa copie début 1675. Adoptée par l’Église de Zurich puis par de nombreuses autres Églises, le texte sera annexé presque partout en annexe de la Confession helvétique. En juillet 1675, la Diète des cantons évangéliques adopta une loi faisant obligation à tous les pasteurs et professeurs de signer ce texte avant de pouvoir être nommé à un poste au sein de l’Église.

### Diffusion du texte
Le texte ne fut pas imprimé en raison des réticences des Églises réformées étrangères. La première publication officielle eut lieu en 1710. 

## Contenu
Le Consensus se compose d'une préface et de vingt-cinq canons, et stipule clairement la différence entre le strict calvinisme et l'école de Saumur.
- Les canons i à iii traitent de l'inspiration divine et la préservation des Écritures.
- Les canons iv à vi se rapportent à l'élection et à la prédestination.
- Les canons vii à ix tentent de montrer que l'homme a été créé saint à l'origine, et que l'obéissance à la loi l'aurait conduit à la vie éternelle.
- Les canons x à xii rejettent la doctrine de Josué de la Place d'une imputation non immédiate du péché d'Adam.
- Les canons xiii à xvi traitent de la prédestination particulière du Christ, de toute éternité élu comme chef, maître et héritier de ceux qui sont sauvés par Lui, de sorte que, le temps venu, il est devenu médiateur pour ceux qui lui avaient été donnés par sa propre élection éternelle.
- Les canons xvii à xx affirment que l'appel de l'élection, a concerné selon les moments des cercles plus ou moins importants.
- Les canons xxi–xxiii définissent la totale incapacité de l'homme à croire en l'Évangile par ses propres forces, comme un fait naturel et pas seulement moral.
- Les canons xxiii à xxv font état qu'il y a seulement deux moyens de justification devant Dieu et, par conséquent, une double alliance avec Dieu, à savoir l'alliance des œuvres de l'homme dans l'état d'innocence, et l'alliance grâce à l'obéissance de Christ pour l'homme déchu. Le dernier canon exhorte à s'accrocher fermement à la pure et simple doctrine et d'éviter les vaines paroles.

## Histoire ultérieure
Bien que le Consensus helvétique ait été introduit partout dans l'Église réformée de Suisse, il ne subsista pas longtemps. Au début, circonspection et  tolérance furent exercées lors de sa mise en place, mais dès que de nombreux prédicateurs français chassés de France par la révocation de l'édit de Nantes commencèrent à postuler à divers postes dans le canton de Vaud, il fut ordonné que tous ceux qui désiraient prêcher signent le Consensus sans réserve. Une lettre de l’électeur de Brandebourg aux cantons réformés, qui demandait, étant donné la situation difficile du protestantisme et de la nécessité d'une union de tous, qu'il soit mis fin à cette pratique source de division, obtint que la signature de la formule de consensus ne soit plus exigée à Bâle après 1686, puis qu'elle soit également abandonnée à Schaffhouse et plus tard  à Genève (en 1706). Toutefois Zurich et Berne ne l'abandonnèrent pas avant le milieu du XVIIIe siècle.
Pendant ce temps, la tendance générale de l'époque avait changé. La science profane était à présent au premier plan. Le côté pratique, moral du Christianisme a commencé à devenir prédominant. Le rationalisme et le piétisme ont sapé les fondations de l'ancienne orthodoxie. Un accord entre les partis libéraux et conservateurs a été trouvé temporairement lorsqu’il fut décidé que le Consensus n'était plus considéré comme une règle de foi, mais seulement comme une norme d'enseignement. En 1722, la Prusse et l'Angleterre demandèrent aux magistrats des cantons suisses l'abolition de la formule pour servir la cause de l'unité et de la paix des Églises protestantes. La réponse resta un peu évasive, mais, si la formule ne fut jamais officiellement abolie, le Consensus tomba peu à peu en désuétude.

## Sources
- Cet article intègre le texte d'une publication maintenant dans le domaine public : Jackson, Samuel Macauley, ed. (1914). "Helvetic Consensus". New Schaff–Herzog Encyclopedia of Religious Knowledge (third ed.). London and New York: Funk and Wagnalls.
- L'exemplaire officiel, en latin et en allemand, est dans les archives de Zurich. Il a été imprimé en 1714 comme un complément à la Seconde Confession Helvétique, puis en 1718, 1722, et souvent réimprimé par la suite.
- H. A. Niemeyer, Collectio Confessionum, p. 729–739, Leipsic, 1840 (latin)
- E. G. A. Böckel, Die Bekenntnisschriften der evangelisch-reformirten Kirche, , p. 348–360, ib. 1847 (allemand).
- J. J. Hottinger, Succincta...Formules de Consensus...historia, Zurich, 1723;
- J. J. Hottinger, Helvetische Kirchengeschichte, iii. 1086 ss., iv. 258, 268 ss., Zurich 1708-29.
- C. M. Pfaff, Dissertatio...de Formula Consensus Helvetica, Tübingen, 1723.
- A. Schweizer, Die protestantischen Central-dogmen in ihrer Entwickelung, p. 439–563, Zurich 1856.
- E. Blösch, Geschichte der schweizerisch-reformirten Kirchen, i. 485-496, ii. 77-97, Berne, 1898-1899.
- Philip Schaff, Creeds of Christendom ("les Confessions de foi de la Chrétienté"), i. §61 (p. 477-489).